# コヒロハハナヤスリ
コヒロハハナヤスリ Ophioglossum petiolatum Hook. はハナヤスリ科のシダ植物の1つ。短い柄のある丸っこい栄養葉と細長い胞子葉を纏めてつけるもので、この類では一番普通に見られる。

## 特徴
夏緑性の草本だが、温暖な地域では常緑性ともなる。根茎は塊状で直立するが、横に伸びる根から不定芽を生じる。葉は部分二形で、共通の柄の上に胞子葉と栄養葉を生じる。共通の柄は長さが2.7～5.2cm（最小から最大の幅は167～8.1cm)。栄養葉は単葉で三角状卵形から長楕円形、長さは2.8～4.1cm(2.0～5.0cm、幅は1.3～2.0cm(1.0～2.8cm)、長さと幅の比は1.9～2.3、葉の先端は鈍く尖るか鋭く尖り、縁は滑らか、基部に葉柄はあるが葉身と連続していて区別は難しい。葉質は厚い草質で黄緑色をしており、葉脈は網状で遊離した小脈があり、先端は葉の縁に達しない。
胞子葉は単葉で棒状をしており、長さは1.9～2.9cm(1.4～3.5cm)、幅は0.2cm(0.1cm～0.3cm)、胞子の表面は細かい網状となっている。
和名は小ヒロハハナヤスリで、ヒロハハナヤスリ O. vulgatum に似て、葉が一回り小型であることに依る。

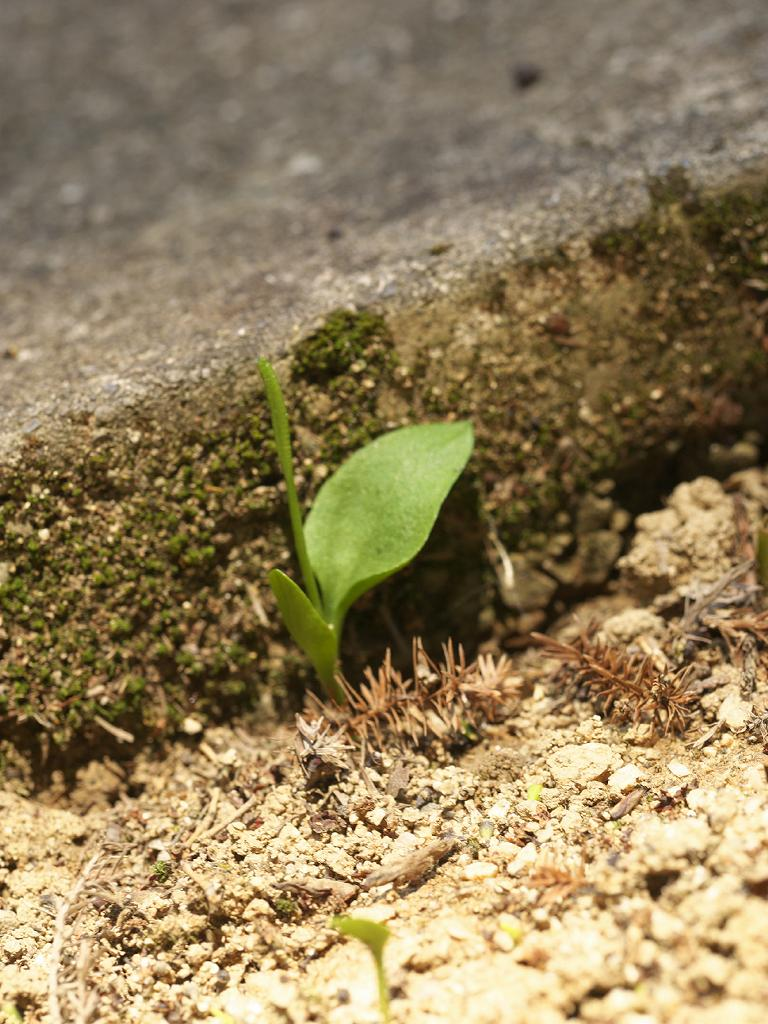
やや横から
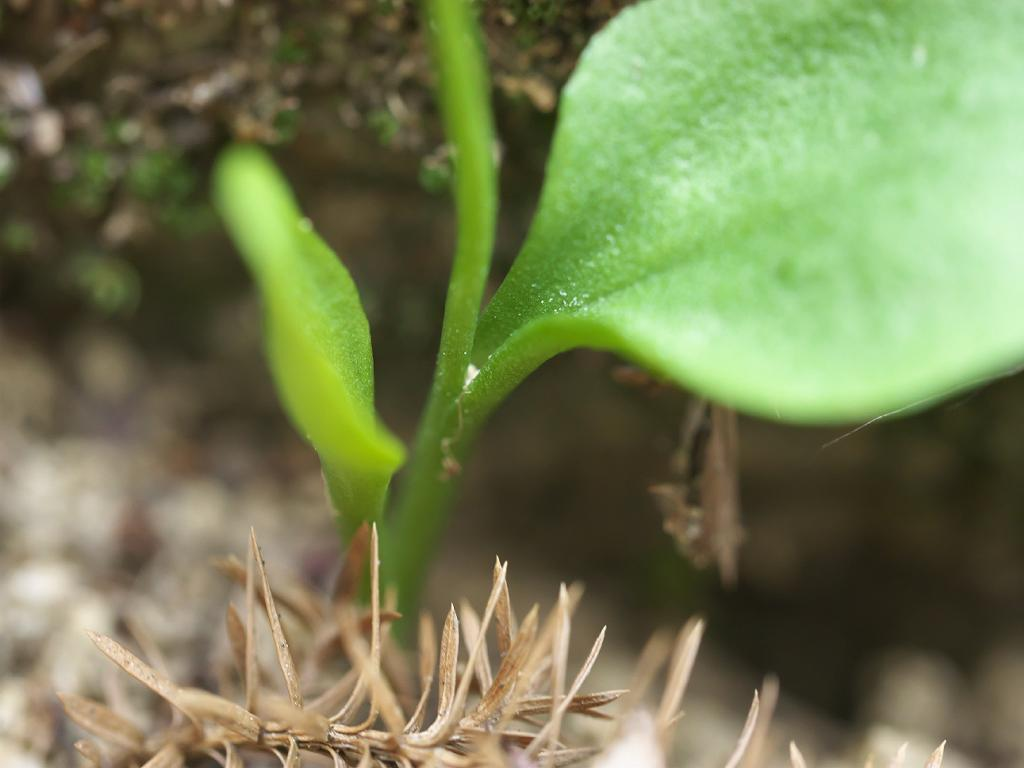
栄養葉の基部と葉柄部
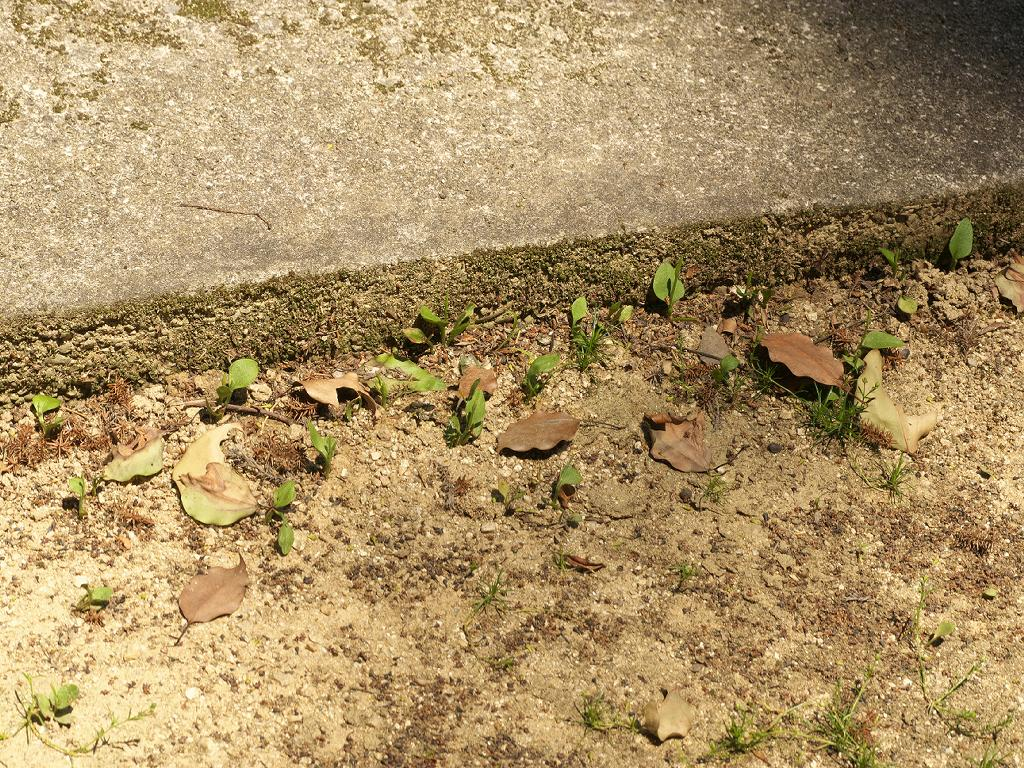
集団で生えている様子
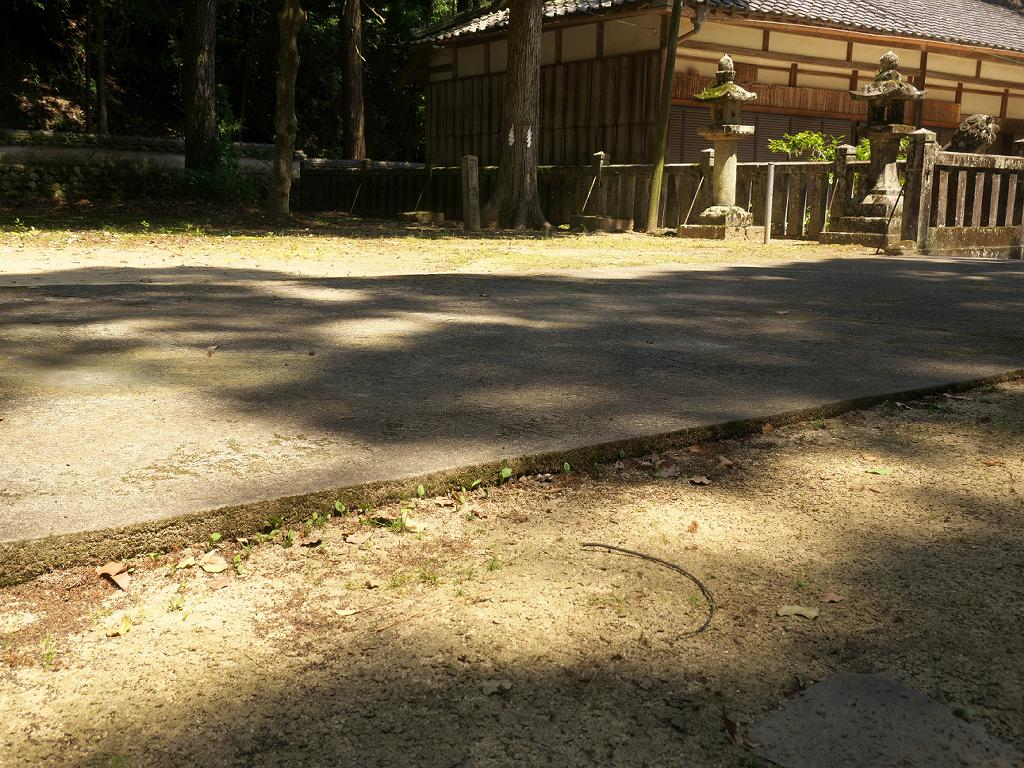
自生地の様子 これは神社の境内

## 分布と生育環境
日本では本州、四国、九州と琉球列島、それに小笠原諸島の聟島、父島、母島から知られ、国外では朝鮮、中国、東アジア、東南アジア、オーストラリア、ニュージーランド、北米の南部、中米、南米と広く知られており、タイプ標本は西インド諸島産の栽培品である。
山野の道ばたや原野に見られ、群生する。村落の周辺で見られ、特に何故か墓地によく生える。これは以下にもあるが人の手入れで常に草がない状態であるのが生育に利しているのかもしれない。

## 分類
ハナヤスリ属には世界に約30種、日本に8種と1雑種が知られる。そのうちで本種はハナヤスリ亜属 subgen. Ophiogrossum に含まれ、日本産のものも1種以外はここに属する。
本種を識別する特徴としては、栄養葉が2cm以上の大きさになるものの中で栄養葉に短いながら葉柄がある、ということが挙げられ、国内の栄養葉を発達させる種では多くは葉柄がなく、反対にトネハナヤスリ O. thermale では1cm以上とはっきり区別できるという。
本種によく似たものとしてはヒロハハナヤスリは葉柄がなく葉身が大きいが、区別が難しいものもあり、その場合には胞子の表面(この種では粗い網目状)を見る必要がある。トネハナヤスリ O. namegatae も似たもので、夏に地上部が消えるのが特徴で、またこの種は河川敷のような環境に出現するものである。ハマハナヤスリ O. thermale は葉身が狭い形をしていることで区別されるが、以下のような雑種の例もある。
国外で本種によく似ているのが O. reticulatum があり、これは栄養葉の葉身の基部が心形となり、また葉脈が明瞭に見えることで区別されるもので、本種と同様に世界に広く分布することが知られている。本種との判断が難しい場合もあり、ただし現時点では日本においてこの種と判断された例はないものの、今後の検討課題もあるという。
またコハナヤスリはハマハナヤスリに似て葉の基部近くで葉幅が広くなっているもので、これは従来はハマハナヤスリの変種 O. thermale var. nipponicum とされたものであるが、どうやら本種とハマハナヤスリの雑種であろうとされるようになり、×O. thermale の学名を与えられている。本州の関東地方以西、九州、琉球列島の伊平屋島から知られており、国外では未知である。

## 保護の状況
環境省のレッドデータブックでは取り上げられていないが、都府県別では群馬県、東京都、香川県で絶滅危惧I類、福島県、茨城県、埼玉県、石川県、京都府、鳥取県、徳島県、愛媛県で絶滅危惧II類、神奈川県、富山県、滋賀県、奈良県で準絶滅危惧の指定があり、また岩手県と島根県では情報不足となっている。遷移の進行で草が深くなると消失しやすく、それなりの管理が必要との声もある。